# Ruin (musikalbum)
Ruin är det norska black metal-bandet Cor Scorpiis andra studioalbum, utgivet 2018 av skivbolaget Dark Essence Records.

## Låtlista
1. "Svart blod (Hovmod står for fall)" – 9:10
2. "Hjarteorm" – 4:36
3. "Skuggevandrar" – 7:07
4. "Fotefar" – 5:26
5. "Helveteskap" – 7:50
6. "Ri di mare" – 4:48
7. "Ærelaus" – 4:54
8. "Bragder i stein" – 9:59

## Medverkande
Musiker (Cor Scorpii-medlemmar)
- Gaute Refsnes – sång, keyboard
- Rune Sjøthun – rytmgitarr, mandolin
- Ole M. Nordsve – trummor
- Inge Jonny Lomheim – basgitarr, dragspel
- Thomas S. Øvstedal – sång
- Erlend Nybø – sologitarr

Bidragande musiker
- Annika Beinnes – sång
- Mats Lerberg – sång

Produktion
- Børge Finstad – ljudtekniker, ljudmix
- Thrawn (Tom Kvålsvoll) – mastering
- Novans V. Adikresna – omslagsdesign
- Cor Scorpii – foto